# Vuelo 204 de TANS Perú
El Vuelo 204 de TANS Perú fue un vuelo que el 23 de agosto del 2005 se estrelló cerca de la ciudad peruana de Pucallpa, 40 de las 98 personas a bordo murieron.
El accidente fue el quinto más grave de agosto de 2005, un mes oscuro para la aviación comercial, en el que también se presentaron, entre otros, las tragedias del Vuelo 522 de Helios Airways y del Vuelo 708 de West Caribbean.

## El accidente
El vuelo 204, llevado a cabo en un Boeing 737-244, salió del Aeropuerto Internacional Jorge Chávez de Lima a las 14:24 para un vuelo de 53 minutos hacia Pucallpa. A las 14:52 la tripulación inició el descenso hacia el aeropuerto de Pucallpa. En dicho momento, las condiciones meteorológicas comenzaron a empeorar, impidiendo que se pudiera realizar una aproximación visual. Las condiciones siguieron empeorando; sin embargo, los pilotos siguieron con la maniobra. Repentinamente el avión entró a una fuerte granizada que hizo que los pilotos perdieran la consciencia situacional y fallaran en abortar la maniobra. El avión finalmente se estrelló y partió en dos en medio de la jungla a las 15:09, a tan solo 5 kilómetros del aeropuerto. 
Murieron 40 de las personas que se encontraban en el avión. A bordo de la aeronave se encontraban 73 peruanos, 11 estadounidenses, 4 italianos, 2 brasileños, 1 colombiano, 1 española y 1 australiana.

## Investigación
La investigación del lugar del accidente fue obstaculizada por saqueadores, que descendieron sobre el accidente y robaron varios elementos para venderlos como chatarra. Una recompensa de U$S 500 (equivalente a $ 641.42 en 2018) logró asegurar la devolución del registrador de datos de vuelo. Después de 312 días de investigaciones, no hubo informes de cualquier fallo técnico. Se determinó que la causa oficial del accidente fue un error del piloto por no seguir los procedimientos estándar en condiciones climáticas adversas. El piloto tomó el control del avión, pero el copiloto no supervisó de inmediato los instrumentos. Como resultado, la tripulación no notó el rápido descenso en los pocos segundos cruciales que tuvieron donde podrían haber evitado el peligro. Según Aviation Safety Network, el accidente se encuentra entre los más mortales que tuvieron lugar en 2005. También fue el segundo accidente importante que involucró a un avión TANS Perú en poco más de dos años.

## Filmografía
Este accidente fue presentado en el programa de televisión canadiense Mayday: Catástrofes Aéreas, titulado "Aterrizaje ciego", transmitido en National Geographic Channel.